# Louis Ier de Wurtemberg
Pour les articles homonymes, voir Louis Ier et Louis de Wurtemberg.
Louis Ier (en allemand : Ludwig I.), né vers 1119 et décédé en 1158, fut le premier comte de Wurtemberg de 1143 jusqu'à sa mort.

## Biographie
Issu de la maison de Wurtemberg, Louis est le fils aîné de Jean (mort en 1137), seigneur du Wurtemberg. 
Après la mort de son père, il partagea le pouvoir avec son frère cadet Emich. Ils furent d'abord co-seigneurs, puis co-comtes de Wurtemberg à partir de 1143. Les frères se présentent plusieurs fois à la cour du roi Conrad III et de son fils Frédéric Barberousse. À la mort d'Emich vers 1154, Louis resta seul comte.
Son fils Louis II (1137-1181) lui succéda en 1158.

## Descendance
Louis Ier de Wurtemberg est l'ascendant agnatique (direct de mâle en mâle) de Charles de Wurtemberg, chef de la maison de Wurtemberg de 1975 à sa mort en 2022, et, évidemment de son petit-fils et successeur Wilhelm de Wurtemberg, né en 1994.